# Álvaro Siza

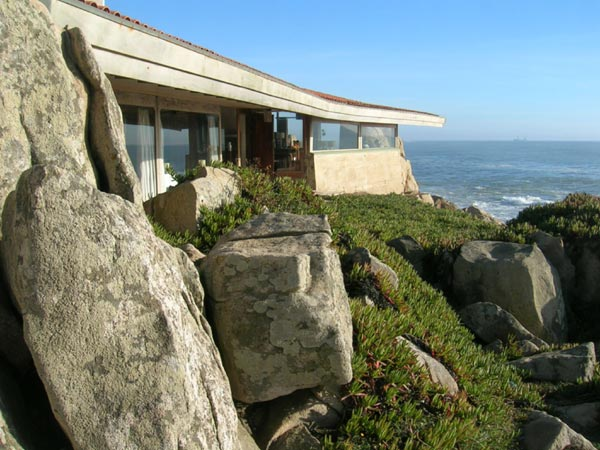
Á. Siza: pawilon herbaciany w Leça da Palmeira

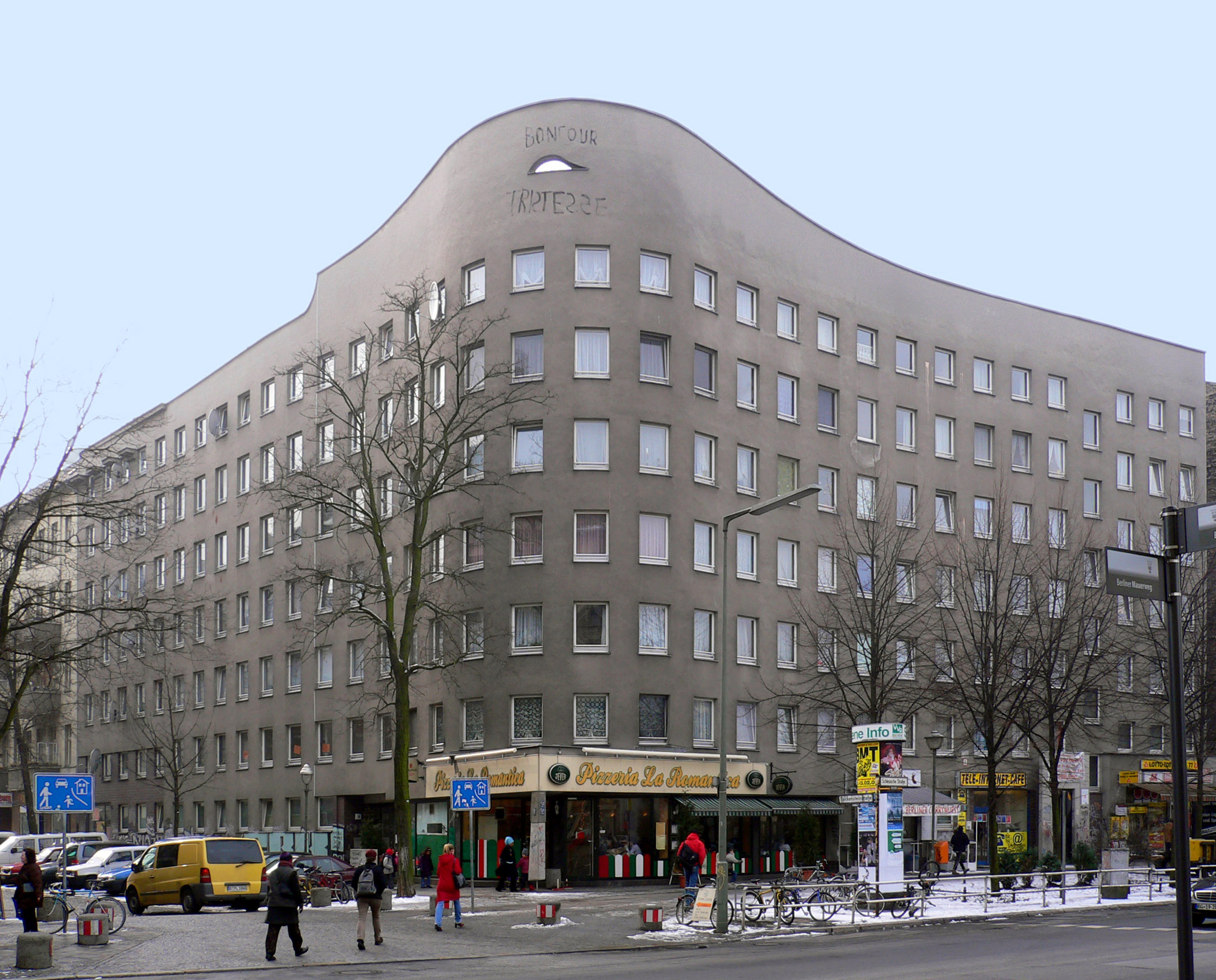
Á. Siza: dom Bonjour Tristesse w Berlinie

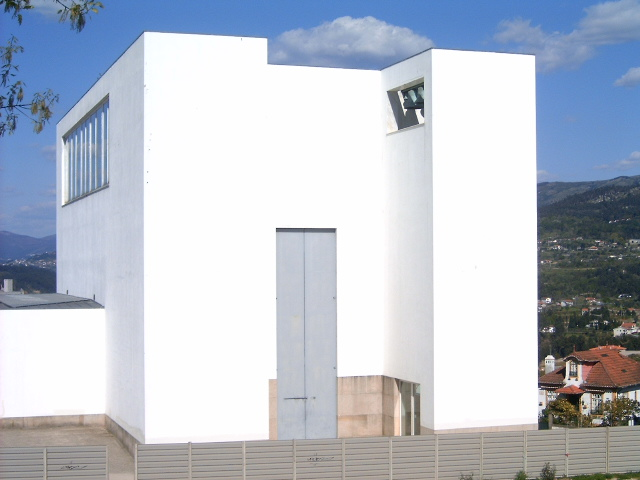
Kościół Marco de Canavezes

Álvaro Joaquim de Melo Siza Vieira (ur. 25 czerwca 1933 w Matosinhos) – portugalski architekt, w 1988 laureat Nagrody Prince of Wales in Urban Design oraz Nagrody Pritzkera w 1992. Siza mieszka, pracuje i uczy architektury w Porto.

## Młodość
W latach 1949–1955 studiował architekturę na Akademii Sztuk Pięknych w Porto. Pracował w biurze swego profesora, Fernanda Távory, a w 1958, po wygraniu konkursu na pawilon herbaciany, założył własne biuro.

## Kariera
W latach 1966–1969 był asystentem na uczelni w Porto. Na początku lat 70. Siza zajmował się projektowaniem domów, ale po sukcesie rewolucji Goździków – obaleniu dyktatury Marcelo Caetano i przejęciu władzy przez socjalistów – zaangażował się w program budownictwa społecznego. W miejscowości Evora powstało Quinta da Malagueira, czyli osiedle domów dla biedoty. Zamiast wielopiętrowej i gęstej zabudowy, Siza zaproponował kilkadziesiąt niewielkich budynków, połączonych brukowanymi uliczkami. Wodę i prąd elektryczny rozprowadzono po osiedlu, wykorzystując historyczny akwedukt, powstały jeszcze w czasach rzymskich. Od 1976 jest profesorem na katedrze budownictwa. Ponadto Siza wykładał gościnnie na Politechnice Federalnej w Lozannie, Uniwersytecie Pensylwańskim, Akademii Los Andes w Bogocie oraz na Harvardzie. Poza Nagrodą Prince of Wales in Urban Design i Nagrodą Pritzkera otrzymał Nagrodę Miesa van der Rohe (1988) oraz doktoraty honoris causa Uniwersytetu w Walencji (1992) i Politechniki Federalnej w Lozannie (1993).
Architektura Sizy jest uwrażliwiona na otoczenie, mimo silnego uproszczenia form poprzez wykorzystanie światła, faktury i wszelkich wrażeń zmysłowych uzyskuje niezwykłe napięcie. Choć początkowe dzieła miały charakter modernistyczny, Siza zawsze dystansował się od rewolucyjnego podejścia do architektury i urbanistyki, a przywiązanie do idei socjalnych wyrażał w udoskonalaniu istniejących miast. Z biegiem czasu architektura Sizy zbliżyła się do postmodernizmu.

## Główne dzieła
- pawilon herbaciany i restauracja Boa Nova w Leça da Palmeira, 1958–1963
- kąpielisko w Leça da Palmeira, 1961–1966
- kwartał Malagueira w Évora, 1977–1988 – Nagroda Prince of Wales in Urban Design 1988
- dom Avelino Duarte w Ovar, 1980–1984
- dom Bonjour Tristesse przy Schlesische Straße w Berlinie, 1980–1984
- wydział architektury Uniwersytetu w Porto, 1986–1995
- Biblioteka uniwersytecka w Aveiro, 1988–1995
- odbudowa dzielnicy Chiado w Lizbonie, od 1988
- Muzeum Sztuki Współczesnej Fundação Serralves w Porto, 1991–1998
- Pawilon portugalski na Expo'98 w Lizbonie, 1995–1998 (z Eduardo Souto de Moura)
- Pawilon portugalski na Expo 2000 w Hanowerze, 1999–2000 (z Eduardo Souto de Moura)
- Muzeum Sztuki Donna Regina w Neapolu, 2005

## Wystawy
- 2014, marzec: Wizje Alhambra w Aedes am Pfefferberg, Berlin. Kurator: António Choupina, Arch[4].
- 2014, czerwiec: Wizje Alhambra w Vitra Kampus, Weil am Rhein. Kurator: António Choupina, Arch[5].
- 2015, luty: Wizje Alhambra w Pałacu Karola V, Grenada (miasto w Hiszpanii). Kurator: António Choupina, Arch[6].
- 2015, maj: Wizje Alhambra w Narodowe Muzeum Sztuki, Architektury i Projektowania, Oslo. Kurator: António Choupina, Arch. - Oficjalna Wizyta Prezydenci Portugalii do Norwegia[7]

## Życie prywatne
Jego żoną była Maria Antónia Siza (1940–1973), mieli córkę i syna.